# El techo
El techo és una pel·lícula de coproducció cubana i nicaragüenca del 2016 escrita i dirigida per Patricia Ramos. Va ser seleccionada per a la secció oficial de films en competència del 38 Festival Internacional del Nou Cinema Llatinoamericà de l'Havana.

## Sinopsi
En el centre de l'Havana, sobre un terrat, tres joves amics es reuneixen dia a dia per a contar-se històries i somnis, tractant que el temps passi sense notar-se. Enmig de l'avorriment, sense tot just recursos i somiant amb la prosperitat, decideixen armar un negoci propi. El preu d'aquest somni els conduirà finalment a la maduresa personal, no exempta d'una certa felicitat.

## Intèrprets
- Enmanuel Galbán
- Andrea Doimediós
- Jonhatan Navarro
- Noslén Sánchez
- Elena Garay
- Roberto Albellar
- Yoaris Rodríguez

## Recepció
El film va ser estrenat en la 38a edició del Festival Internacional del Nou Cinema Llatinoamericà de l'Havana, on va competir representant Cuba. En 2016 va concursar pel Premi Coral en l'apartat d'Òperes Primes. Encara que no va aconseguir el Premi Coral, va rebre dos guardons col·laterals, de la Red de Mujeres Realizadoras Sara Gómez i del Cercle de Cultura de la Unión de Periodistas de Cuba.
El 2017 va rebre el premi del jurat a la millor pel·lícula de ficció del 20è Cine Las Americas International Film Festival, a Austin, Texas. També ha participat al Festival Internacional de Cinema de Miami, San Diego Latino Film Festival, Havana Film Festival Nova York i Cuba in Film, Festival de Cinema Cubà a Alemanya. També va participar en la V edició dels Premis Platino, on fou nominada a la millor opera prima i la millor banda sonora.